# Salamá
Salamá ist eine Stadt in Guatemala und Verwaltungssitz des Departamentos Baja Verapaz sowie der Großgemeinde Salamá (Municipio), welche 776 km² umfasst und etwa 50.000 Einwohner hat.

## Lage und Klima
Die Stadt liegt etwa 100 km nordnordöstlich von Guatemala-Stadt im Urrán-Tal auf etwa 960 m. Man erreicht Salamá über die Atlantikroute CA 9 und dann von El Rancho aus über die Nationalstraße 17 (insgesamt 147 km). Daneben kann man in der Trockenzeit auch auf der sehr kurvigen Nationalstraße 5 über San Juan Sacatepéquez, El Chol und Rabinal nach Salamá fahren. Eine Direktverbindung über San Pedro Ayampuc und La Canoa ist im Bau.
Das Municipio Salamá grenzt im Nordosten an Purulhá, im Südosten und Süden an San Jerónimo und an die Departamentos El Progreso und Guatemala, im Südwesten an die Municipios Santa Cruz El Chol und Rabinal und im Westen und Nordwesten an San Miguel Chicaj.
Die mittlere jährliche Niederschlagsmenge liegt bei 750 mm bei durchschnittlich 103 Regentagen. Die Durchschnittstemperatur beträgt 20,9 °C.

## Wirtschaft und Tourismus
Salamá lebt vorwiegend von der Landwirtschaft und von der Viehzucht. Da die Stadt unweit der Landstraße CA 14 nach Cobán liegt, nimmt auch der Tourismus zu. In der Nachbarschaft liegt auch das Quetzal-Biotop Mario Dary Rivera. Weitere Attraktionen sind die Ausgrabungsstätten von Las Figuras, Pachalum, San Jacinto und Tzalcam sowie die Flüsse Salamá, Chilascó, San Isidro und Las Flautas, die im Nordwesten in den Chixoy-Stausee münden. Sehenswert sind die 220 m hohen Zacualpa-Wasserfälle.
Die Feierlichkeiten zu Ehren des Schutzpatrons Matthäus finden vom 17. bis zum 22. September statt.

## Geschichte
Salamá wurde wahrscheinlich 1562 gegründet. Der Name leitet sich von dem Maya-Ausdruck Tz'alam Há ab, was so viel bedeutet wie „Brett auf dem Wasser“. Am 17. Januar 1833 wurde Salamá Hauptstadt des Departamentos Verapaz, nach dessen Teilung am 4. Mai 1877 Hauptstadt des Departamentos Baja Verapaz.